# 미노아카사카역
미노아카사카역(일본어: 美濃赤坂駅 みのあかさかえき)은 일본 기후현 오가키시에 있는 도카이 여객철도（JR 도카이）및일본화물철도（JR화물）도카이도 본선 미노아카사카 지선의 역이다. 세이노 철도의 화물선과 이어져 있다.

## 역의 구조
단선 승강장 1면 1선인 지상역이다. 세이노 철도의 화물선 이치하시 선은 역내의 남쪽에서 갈라져 나온다.
지역 산에서 석회암이 나오기 때문에, 미노 아카사카 역이 석회암수송의 거점 구실을 하며, 나고야방면으로 석회암을 실어 나르고 있다. 여객운송도 병행되고 있지만, 이 역의 주요 업무는 주로 화물수송에 집중되어 있다. 현재 쓰이고 있지는 않지만, 전에는 화차 1량을 운송단위로 하는 화차운송방식의 폼이 남아 있다. (현재는 컨테이너 1개를 중심으로 하는 컨테이너 수송방식과 그 폼이 주류임)

## 역사
- 1919년 8월 1일 - 영업 개시
- 1928년 12월 17일 - 세이노 철도이치하시 선,히루이 선이 개통
- 1987년 4월 1일 - 국철분할민영화에 의해 도카이 여객철도・일본화물철도소속이 됨.
- 날짜불명 여객업무를 무인화함
- 2006년 10월 1일의 다이어 개정에서 처음으로 미노아카사카 발 도요하시 행의 구간쾌속이 설정됨.